# Writely
Writely war ein kostenloses, webbasiertes Textverarbeitungsprogramm, das man allein oder für Teamwork verwenden konnte. Writely wurde im März 2006 von Google Inc. gekauft und wurde Grundstock der Google-eigenen Web-Office-Suite Google Docs. Seit Oktober 2006 ist Writely im Netz nicht mehr erreichbar und voll in die Google-eigene Web-Office-Lösung integriert.

## Programm-Umfang
Writly konnte zum gemeinsamen bearbeiten von Texten verwendet werden. Ein wichtiges Merkmal war die Möglichkeit doc-, PostScript-, RTF- und ODF-Dateien zu öffnen und zu editieren. Vom Aussehen her ähnelte die Anwendung durch ihre WYSIWYG-Oberfläche mit den üblichen Komponenten wie Dialogboxen, Menüs und Schnellstarttasten anderen bekannten Textverarbeitungsprogrammen und erlaubte die Vergabe von Zugriffsrechten (Owner / Collaborator / Viewer) und das gleichzeitige Bearbeiten von Textdokumenten. Writely galt aufgrund seiner neuartigen Techniken und Dienste als Web-2.0-Produkt.
Die Anwendung basierte auf der Technologie Ajax. Writely wurde nur in einer englischen Version angeboten; das Nachfolgeprodukt Google Docs gibt es in verschiedenen Sprachen.

## Geschichte
Der Dienst wurde von der Firma Upstartle entwickelt und angeboten.
Seit dem 9. März 2006 gehörte Writely und seine vier Entwickler zu Google Inc. Im Oktober 2006 wurde der Betrieb durch Google Text & Tabellen abgelöst, welches eine Kombination von Writely und Google Spreadsheets darstellt.